# Ron Arad (pilot)
Ron Arad, hebreiska רון ארד, född 5 maj 1958 i Hod HaSharon, är (eller var) en israelisk flygplansnavigatör. Hans öde sedan hans plan störtade under flygning i libanesiskt luftrum den 16 oktober 1986 ännu är oklart.
Flygplanet han färdades i, ett F-4 Phantom, störtade efter att en bomb briserat i förtid, varpå Arad tillfångatogs av organisationen Amal i Libanon den 16 oktober 1986. Under den första tiden skickade han brev, men sedan 1987 har inga bekräftade livstecken mottagits.
Amals chef Mustafa Dirani har påståtts ha sålt Arad som fånge till det shiitiska Iran. I maj 1988 upphörde alla spår av Arad. Den 11 juli 2008, som ett led i en fångutbytesaffär, fick Israel två bilder av Arad som ser skadad ut samt dokument där Hizballah angav att Arad dött.
Ron Arads försvinnande har gett upphov till flera initiativ för att få hem honom eller åtminstone få klarhet om hans öde. Föreningen ”Född till frihet” bildades 1992 med syfte att få fram mer information om Arads öde.
2002 inrättades en särskild kommitté för att utvärdera situationen om Arad, ledd av domaren Eliyahu Winograd. Kommittén har funnit att det inte finns någon anledning att ändra bedömningen av den nuvarande situationen, att Arad lever. I december 2004 meddelade föreningen ”Född till frihet” att de kommer att ge 10 miljoner dollar till den som ger slutligt klargörande information om Arads öde.
2005 inlämnade den israeliska säkerhetstjänsten en konfidentiell rapport till premiärminister Ariel Sharon, som drog slutsatsen att Ron Arad inte var i livet. I samma rapport konstaterades att Ron Arad hölls av Iran fram till år 2003.
I hans hemstad Hod HaSharon äger en årlig minnesmarsch rum med tusentals deltagare.